# Angels Unawares
Angels Unawares (volný překlad: "nepovšimnutí andělé") je bronzové sousoší Timothyho Schmalze instalované na náměstí svatého Petra ve Vatikánu od 29. září 2019, od 105. Světového dne migrantů a uprchlíků. Při jeho odhalení řekl papež František, že chce, aby socha „připomínala všem evangelní výzvu k pohostinnosti“.
Šestimetrová socha zobrazuje skupinu migrantů a uprchlíků na lodi; jejich oblečení ukazuje, že pocházejí z různých kultur a dob. Například jsou tu Židé prchající z nacistického Německa, Syřan opouštějící syrskou občanskou válku a Polák unikající komunistickému režimu. Sochař díla uvedl, že „chtěl ukázat různé nálady a emoce spojené s cestou migranta“. Již předtím vytvořil sochy podobného tématu, jako bezdomovec Ježíš. Ze sousoší vyčnívají andělská křídla, jimiž autor naznačuje, že migrant je v našem středu skrytým andělem. Uměleckou inspirací byl verš Žd 13,2: „Nezanedbávejte pohostinnost vůči cizincům, vždyť někteří nevědomky hostili anděly“.
Podnět k vytvoření sousoší dal v r. 2016 kanadský kardinál českého původu Michael Czerny, tehdejší podsekretář sekce pro migranty a uprchlíky ve vatikánském Dikasteriu pro službu integrálnímu lidskému rozvoji. Mezi lidmi zastoupenými na lodi jsou kardinálovi rodiče, kteří emigrovali do Kanady z Československa. Sochu financovala rodina migrantů ze severní Itálie, rodina Rudolfa Brattyho. 29. září 2019 sochu slavnostně odhalili papež František a čtyři uprchlíci z různých částí světa. Menší reprodukce, asi metr a půl vysoká, bude trvale nainstalována v Bazilice svatého Pavla za hradbami v Římě.